# Lingondvärgmal
Lingondvärgmal (Ectoedemia weaveri) är en fjärilsart som först beskrevs av Henry Tibbats Stainton 1855.  Lingondvärgmal ingår i släktet Ectoedemia, och familjen dvärgmalar. Arten är reproducerande i Sverige.

## Bildgalleri

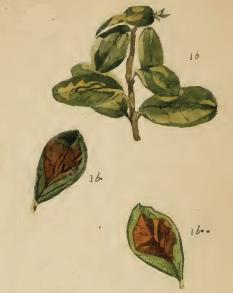
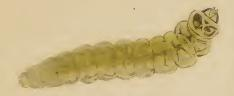